# تجمع الصدارة (زمنخ ومنوخ)

تعديل مصدري - تعديل

تجمع الصدارة هو "تجمع بدوي" في عزلة زمنح ومنوخ بمديرية زمنخ ومنوخ التابعة لمحافظة حضرموت، بلغ تعداد سكانها 351 نسمة حسب تعداد اليمن لعام 2004.